# Endiandra glauca
Endiandra glauca är en lagerväxtart som beskrevs av Robert Brown. Endiandra glauca ingår i släktet Endiandra och familjen lagerväxter. Inga underarter finns listade i Catalogue of Life.